# Zwabber

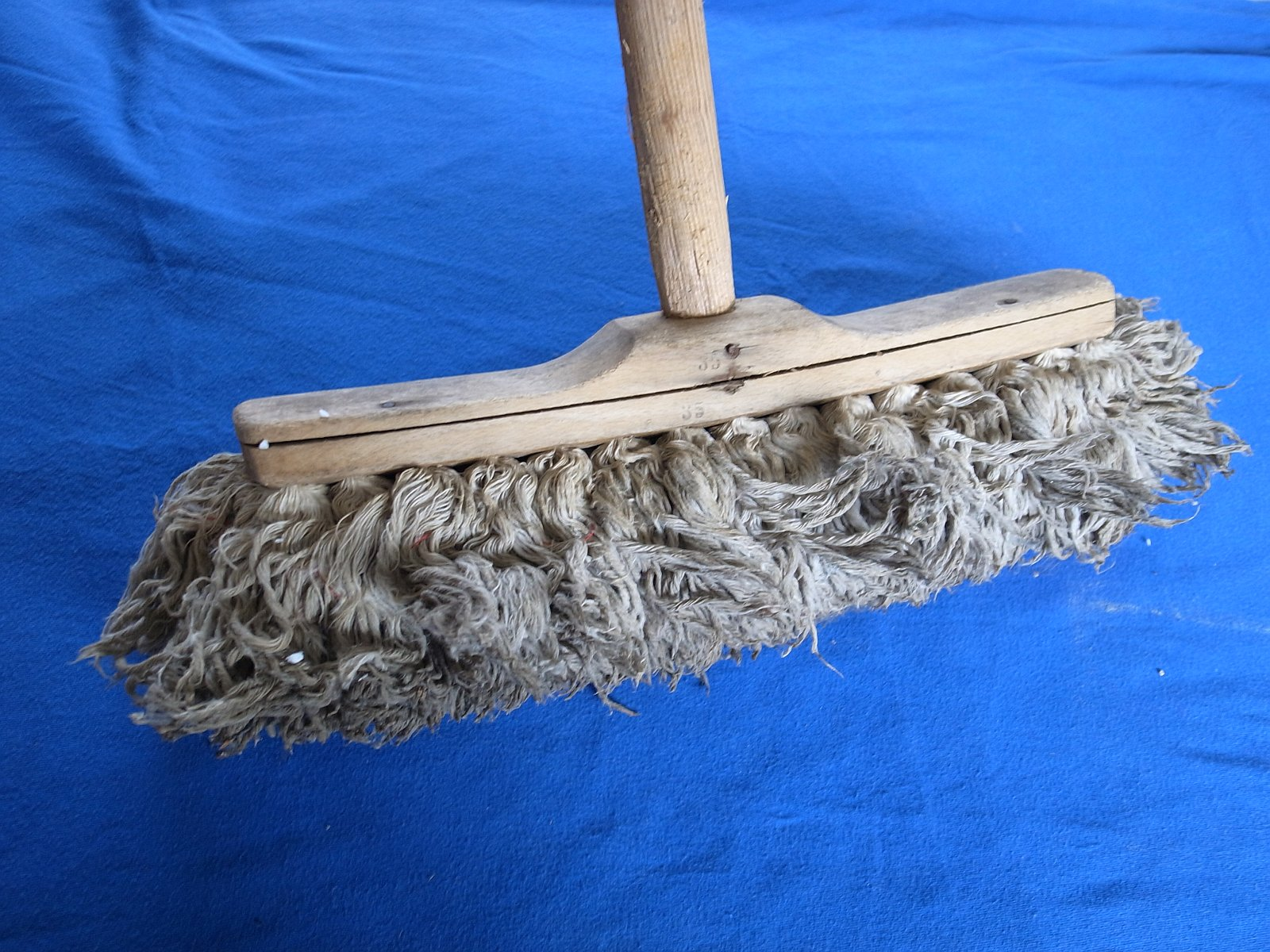
Een zwabber van rond 1940

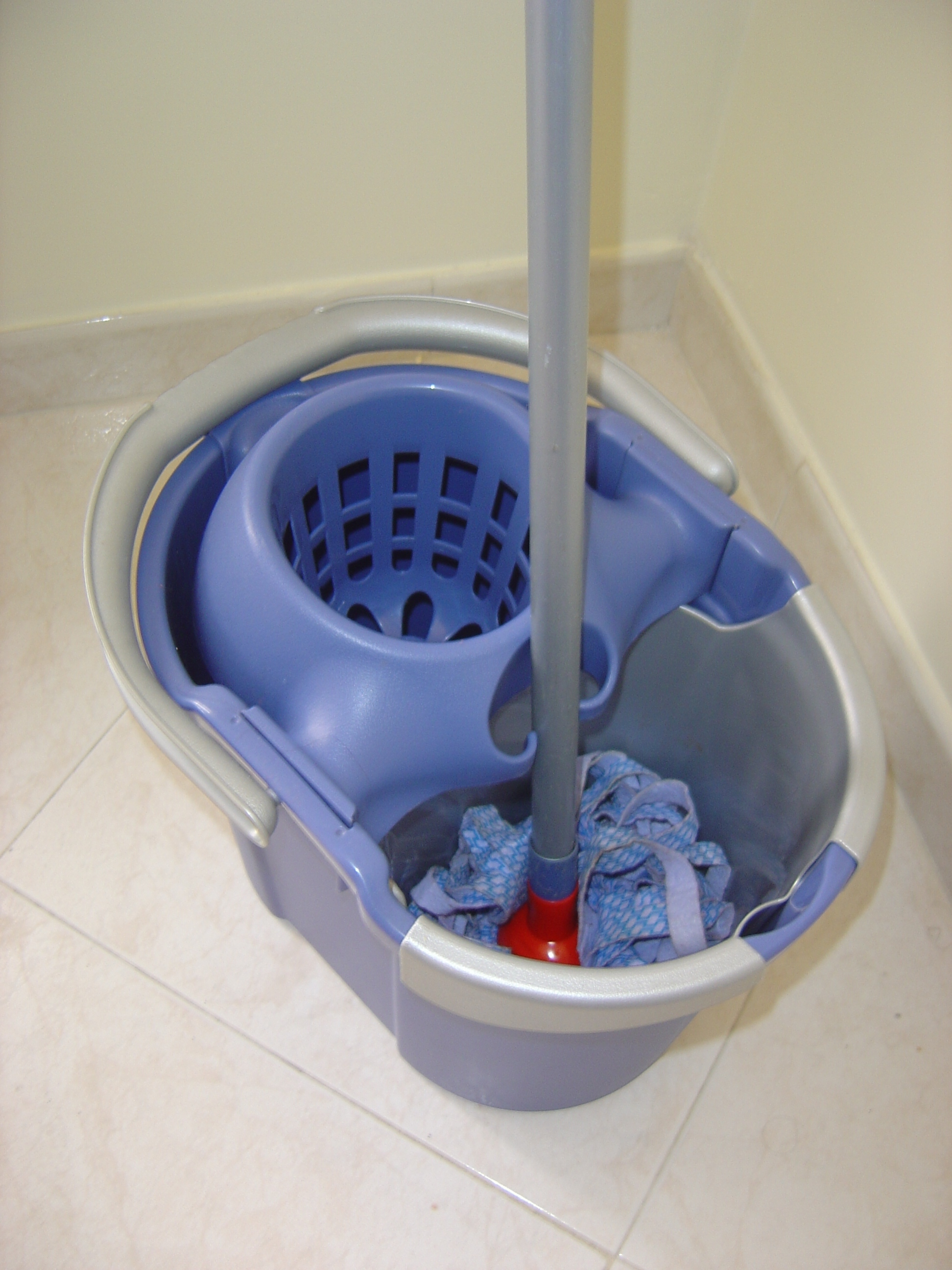
Een mop en een wringer

Een zwabber of mop is een schoonmaakhulpmiddel dat gebruikt wordt om gladde vloeren schoon te maken.
Er zijn zwabbers voor droog en voor nat werk.
Een zwabber bestaat uit twee delen, soms demontabel. Het bovenste deel is een stok, het onderste deel bestaat uit katoenen draden of smalle stroken dweil. Het traditionele droog zwabberen was een alternatief voor stofzuigen of vegen. De zwabber werd tussentijds regelmatig door een geopend raam uitgeslagen door een snelle, draaiende beweging te maken. Bij nat zwabberen wordt de mop in zeepsop bevochtigd en vervolgens met enige druk over de vloer gewreven.
Een zwabber wordt door sommigen als onhygiënisch ervaren, omdat het vuil, en daarmee de bacteriën, er niet makkelijk wordt uitgespoeld en dus vaak alleen verder wordt verspreid. Als de zwabber na gebruik niet goed wordt schoongemaakt, is het een kweekbron voor bacteriën.
In zorginstellingen wordt de zwabber nogal eens gebruikt omdat deze vrij gemakkelijk ook onder bedden en ander meubilair schoonmaakt. De zwabber wordt dan na gebruik professioneel gereinigd.

## Trivia
- Zwabber is ook een term die gebruikt wordt door Nederlandse gabbers, voor gabbers die niet "echt" zijn.